# Asteroid tipa A
 Asteroid tipa A je vrsta asteroidov, ki so zelo redki v notranjem asteroidnem pasu. Imajo močno črto pri 1,05 μm

, ki pripada mineralu olivinu. Ta tip asteroidov ima majhen albedo (0,13 – 0,39)  in nobenih za piroksen značilnih absorbcijskih črt. 
Odkritje minerala olivine na nekaterih asteroidih je zelo pomebno. Olivin nastaja ob razslojevanju (diferenciaciji) magme. To pomeni, da je bil asteroid v preteklosti pod vplivom visoke temperature (delno ali popolnoma se je raztopil). Zanje je značilna tudi rdečkasta barva v vidnem delu spektra.
Asteroidi tipa A so tako redki, da so jih do leta 2005 našli samo 17.

Primeri asteroidov tipa A: 
- 246 Asporina
- 446 Eternitas
- 289 Neneta
- 1951 Lick (skoraj čisti olivin[2])